# Producción teatral
La producción teatral comprende la serie de actividades necesarias para hacer posible la visión del productor, el director o el coreógrafo de una obra de teatro, dentro de los límites que impone el presupuesto económico y los dispositivos técnicos disponibles.
La producción abarca el trabajo de una serie de disciplinas tales como: escenografía, vestuario, iluminación, sonido, proyección, automatismos, aparejos, vídeo, pirotecnia, efectos especiales, gestión del escenario, en apoyo de la puesta en escena de la obra de teatro.
Para lograr su objetivo la producción teatral debe gestionar: la contratación de personal, materiales y servicios; comunicaciones, relaciones laborales, logística, alquiler de la sala, cronograma de tareas, gestión de las operaciones, y seguridad laboral.

## Fases del proceso teatral
El proceso de producción teatral comprende las siguientes actividades y fases:
- Elección del guion o proyecto escénico: puede ser una obra original, una adaptación de una obra teatral, de un acontecimiento social, de una novela o de cualquier motivo que queramos. Es fundamental tener un tema, una idea. De la idea sale el argumento, es decir la historia, incluyendo las características de los personajes y sus interacciones. Según las características de los personajes y del desarrollo de la obra, esta quedaría encuadrada en uno de los géneros teatrales, que son principalmente la tragedia y la comedia. Entre ambos estaría el drama y multitud de géneros intermedios.

- Montaje: una vez seleccionada la obra se comienza la fase de montaje. El montaje abarca todas las actividades necesarias a ser llevadas a cabo desde que el director selecciona y lee la obra, hasta el momento en que se representa la obra. Este proceso comprende los siguientes pasos:
  - Lectura profunda por el director. Según su interés, puede hacer variaciones, junto con el autor o por su cuenta, creando otros textos y escenas o variándolos, bien sobre el texto o de visu en el escenario. De este proceso surge la obra definitiva. A través de este trabajo, el director tiene un conocimiento preciso de cómo deben ser los personajes, la escenografía, el vestuario, la iluminación y el maquillaje.
  - Búsqueda de los actores: Los actores deben ser seleccionados para que puedan representar e interpretar cabalmente a sus personajes, en sus características perosnales e interacción con el resto del elenco. Se realizan pruebas a los diversos candidatos a actores, para elegir el reparto definitivo, es decir, a cada uno de los seleccionados se le asigna un personaje para la interpretación de la obra.
  - Ensayos: hay muchas variaciones en la forma de llevarlos a cabo. 
    - En general, cada actor lee varios personajes en sucesivas lecturas, con lo que se consigue que tengan una comprensión total de la obra; también sirve para unificar criterios entre el director y los actores para la realización de la obra.
    - El siguiente paso es hacer lecturas lentas, repetidas, sin entonación aún, en que cada actor lee su personaje. Esto sirve para memorizar los textos y resolver pequeños problemas que puedan surgir. Es muy importante pronunciar bien para que el mensaje llegue con claridad y nitidez al público.
    - Cada actor comienza a interpretar a su personaje. El actor comienza a provocar en sí una serie de reacciones que le lleven a sentir de una forma parecida a como siente el personaje. Esto se hace en principio sentado, así que los primeros ensayos los realizan sentados. Se requiere provocar una serie de sentimientos, que al principio cuesta mucho sacarlos de sí. Este paso concluye cuando los sentimientos se dominan y los actores pueden entrar y salir de ellos sin dificultad.
    - Empiezan los ensayos con desplazamientos. Los personajes se empiezan a mover por el escenario tal como está planteado en el guion.
    - El siguiente paso no es interpretar al personaje desde sí mismo, desde el mismo actor, si no interpretarle desde el propio personaje. Es muy difícil, por no decir prácticamente imposible, interpretar al personaje desde sus propios sentimientos. Es muy difícil llegar a alcanzar lo que siente el personaje. Por ejemplo, ese sentimiento del desengaño amoroso el actor lo ha sacado desde sí mismo, pero ahora tiene que transformarlo y vivirlo como el personaje, es decir, el actor se tiene que despersonalizar para dar paso a un nuevo ser.
    - Una vez logrado esto comenzamos con los ensayos que incluyen estos sentimientos, que incluyen esta transformación y además ya se trabaja con la utilería. Son todos esos objetos que se pueden mover de aquí allá, coger, dejar y que aparentemente se manejan con facilidad. Cosas que parecen sencillas de manejar pero que una vez que se tienen en la mano es más complicado. Se me cae, no se me cae. Lo dejo, no lo dejo, dónde lo dejo. Entonces nos  tenemos que ir haciendo, familiarizando con ellos durante los ensayos.
    - Una vez dominada la utilería, se añade el vestuario. Puede entrañar la dificultad de estar en contradicción con la personalidad del actor, más cuando se trata de personajes drásticos. Los actores se hacen al vestuario a través del ensayo.
    - A continuación de la definición de la utilería y vestuario, se incorpora la iluminación. Requiere cierta habituación de los movimientos para que el actor reciba la iluminación prevista en cada momento. Además, la iluminación debe verse natural.
    - Maquillaje, este paso se realiza una vez definido el vestuario, para asegurar un correcto ensamblaje entre los dos.
    - Ensayos de ritmo: en ellos se pule y conforma el ritmo que debe llevar la obra, y las acciones que deben realizar los actores en este sentido.
    - Ensayos generales: son los ensayos previos a la presentación de la obra y se realizan en un todo de acuerdo con como será puesta en escena la obra en todos sus detalles, aspectos técnicos e interpretativos.